# Canthon bispinus
Canthon bispinus är en skalbaggsart som beskrevs av Ernst Friedrich Germar 1824. Canthon bispinus ingår i släktet Canthon och familjen bladhorningar. Inga underarter finns listade.